# サイレント・チャイルド
『サイレント・チャイルド』（The Silent Child）は、レイチェル・シェントン脚本・主演、クリス・オーバートン監督による2017年のイギリスの手話短編映画である。先天性のろうあ者である4歳の少女リビーがシェントン演じる社会福祉士と出会い、手話によるコミュニケーションを学ぶ物語である。第90回アカデミー賞短編映画賞を受賞した。イギリスではBBC Oneでテレビ初放送され、360万人が視聴した。
日本では2018年6月にショートショートフィルムフェスティバル&アジア2018で『サイレントチャイルド』の題で上映され、その後パンドラより教育用のDVDとして発売された。

## 製作
この映画は難聴者となった親を持つシェントン自身の経験に基づいている。リビー役のメイジー・スライは当時6歳の本物のろうあ者であり、これが演技デビューとなった。映画ではイギリス手話が使われている。

## キャスト
- ジョアン - レイチェル・シェントン（英語版）
- リビー - メイジー・スライ
- スー - レイチェル・フィールディング
- ポール - フィリップ・ヨーク
- ナンシー - アンナ・バリー
- セブ - サム・リース
- ピップ - アニー・カッセル

## 受賞とノミネート
| 賞           | 部門       | 候補                                         | 結果 |
| ------------ | ---------- | -------------------------------------------- | ---- |
| アカデミー賞 | 短編映画賞 | クリス・オーバートン、レイチェル・シェントン | 受賞 |